# Lauroppia falcata
Lauroppia falcata är en kvalsterart som först beskrevs av Paoli 1908.  Lauroppia falcata ingår i släktet Lauroppia och familjen Oppiidae.

## Underarter
Arten delas in i följande underarter:
- L. f. falcata
- L. f. marginedentata